# Cahuarano jezik
Cahuarano jezik (cahuarana, moracano; ISO 639-3: cah), jezik Cahuarano Indijanaca, porodica zaparo, kojim govori još svega 5 osoba (1976 SIL) na rijeci Nanay u Peruanskom departmanu Loreto. Pripadnici etničke grupe porijeklom su od starih Moracano Indijanaca. Populacija 1925. bila 1 000. Možda je izumro.

## Rječnik[3]
- 1... 	Núki
- 2 ...	Kómi
- čovjek...	Kai'
- žena ...	Muesáhi
- pas ...	Müiyaro
- sunce ...	Nonamiha
- mjesec ...	Ahari'
- voda ...	Puratiatsa

## Vanjske poveznice
- Ethnologue (14th)
- Ethnologue (15th)